# Thomas Campion
Thomas Campion (por vezes Campian; Londres, 12 de fevereiro de 1567 – Londres, 1 de março de 1620) foi um compositor, poeta e médico inglês.

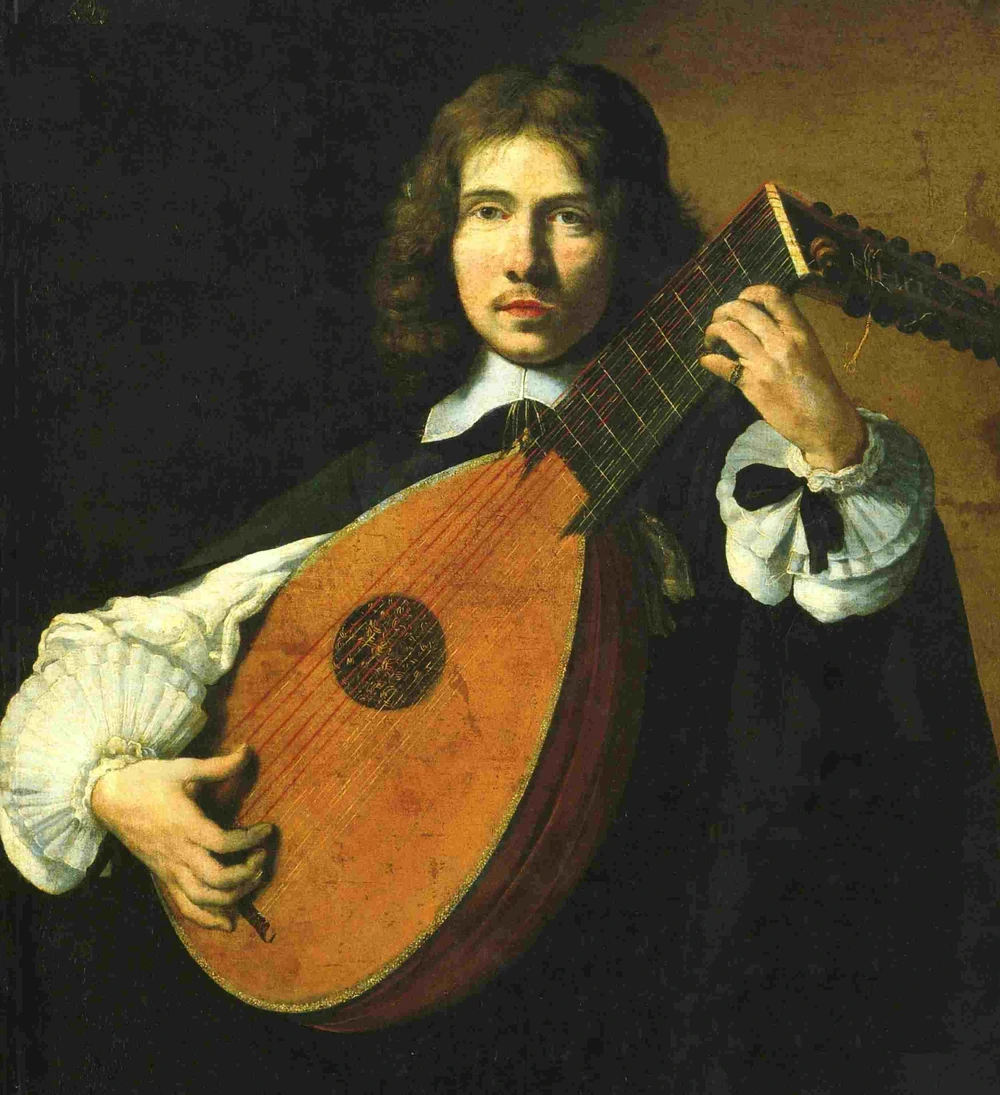
Thomas Campion

## Carreira
Thomas Campion nasceu em Londres. Era o segundo filho de João († 1576) e Lucy Campion. Ele tinha uma irmã chamada Rose, que era dois anos mais velha, e uma meia-irmã ainda mais velha, Mary, que trouxe a viúva Lucy para a família de seu primeiro casamento. Após a morte de João em outubro de 1576, Lúcia casou-se novamente em agosto de 1577, desta vez com Augustine Steward. Ela morreu em março de 1580. Após o novo casamento de Steward, ele foi enviado para Cambridge em 1581 com a idade de quatorze anos. Estudou lá em Peterhouse até 1584 sem se formar. Em 1586 começou a estudar direito no Gray's Inn, em Londres. Provavelmente deixou Gray's Inn por volta de 1594. No entanto, parece que ele nunca exerceu a advocacia. Provavelmente viveu no distrito de St. Dunstan-in-the-West, onde outros músicos também viveram. A partir de 1602 estudou medicina na Universidade de Caen. Se formou lá em 1606.  Desde a idade de cerca de quarenta anos, ele exerceu a profissão de médico em Londres.  Campion morreu em Londres em 1 de março de 1620, provavelmente da peste, e foi enterrado no cemitério de St Dunstan-in-the-West.

### Em Sua Vida
- A Booke of Ayres (1601)
- Observations in the Art of English Poesie (1602)
- A Discription of a Maske etc. to the Lord Hayes (1607)
- The Lords' Masque (1613)
- A New Way of Making Fowre Parts in Counterpoint (1613)
- The Art of Descant, 1671 edition.
- The Art of Descant, 1674 edition
- Two Bookes of Ayres (1613?)
- A Discription of a Maske on S. Stephen's night (1614)
- The Third and Fourth Booke of Ayres (1617)

### Edições de Obras e Crítica do Século XX
- Bullen, A H (ED.). Songs and masques, with Observations in the art of English poesy (London: A H Bullen, 1903).
- Campion, Thomas. A book of airs, as written to be sung to the lute and viol (Peter Pauper Press, 1944).
- "Campion, Thomas". Dictionary of National Biography. London: Smith, Elder & Co. 1885–1900.
- Davis, Walter R. Thomas Campion (Twayne Publishers, 1987).
- Davis, Walter R. and J. Mas Patrick, eds. The Works of Thomas Campion. W.W. Norton & Co., 1970. ISBN 978-0393004397
- Eldridge, Muriel T. Thomas Campion: his poetry and music (Vantage Press, 1971).
- Lindley, David .Thomas Campion (Leiden, 1986).
- Lowbury, Edward, et al. Thomas Campion: Poet, Composer, Physician. Chatto & Windus, 1970. ISBN 978-0701114770
- MacDonagh, Thomas. Thomas Campion and the art of English poetry (Dublin: Talbot Press, 1913).
- Vivian, Percival (Ed.). Campion's works (Oxford : Clarendon Press, 1909).
- Watson, George & Willison, Ian Roy. The new Cambridge bibliography of English literature, Volume 1  (Cambridge University Press, 1971) pp. 1905–6.